# Fons Prudenci i Aurora Bertrana

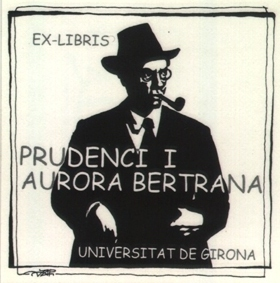
Ex-libris del Fons Bertrana, de Joan Antoni Poch

El Fons Bertrana de la Universitat de Girona reuneix part de les biblioteques i documentació personals de Prudenci Bertrana i Comte (Tordera, 17 de gener de 1867 - Barcelona, 21 de novembre de 1941) i Aurora Bertrana i Salazar (Girona, 29 d'octubre de 1892 - Berga, 3 de setembre de 1974).

## Història del fons
Després de la mort d'Aurora Bertrana, els llibres i documents personals de la família Bertrana van ser adquirits pel Col·legi Universitari de Girona amb l'ajuda de la Diputació de Girona. Després de 20 anys tancat en un armari, el Fons Bertrana fou catalogat, en una primera fase, durant l'any 1997, fruit de la col·laboració entre la Biblioteca de la Universitat de Girona i el Departament de Filologia i Filosofia de la Universitat. Al maig del 2000, el fons es va incrementar amb la documentació donada per Enric Sabadell, amic d'Aurora Bertrana. A l'abril de 2013, les germanes Montserrat i Maria Claustre Guitart, que van acompanyar Aurora Bertrana els darrers anys, van fer una altra donació.

## Descripció del fons
El fons està format per una biblioteca personal, amb més de mil llibres i exemplars d'una cinquantena de revistes, i un arxiu personal amb articles publicats, originals literaris manuscrits, correspondència i altres documents personals.
El fons es troba a la Biblioteca del campus del Barri Vell de la Universitat de Girona i es pot consultar en línia.

### Biblioteca personal
El fons de llibres està bàsicament compost per obres literàries en diverses llengües. Hi predominen els llibres de literatura catalana contemporània. També s'hi troben llibres de literatura clàssica universal i exemplars de les pròpies obres de Prudenci i Aurora.
Molts dels volums de la biblioteca personal estan dedicats. Trobem llibres dedicats a Prudenci Bertrana per autors com Tomàs Roig i Llop, Miquel de Palol, Santiago Rusiñol, Àngel Guimerà, Joaquim Ruyra, Carles Rahola, Carles Soldevila, Ignasi Iglésias, i un llarg etcètera. També hi trobem llibres dedicats a Aurora Bertrana per part d'escriptors com Carme Monturiol, Joan Draper, Folch i Camarasa, Manuel de Montoliu, Vicenç Riera Llorca, i altres.
- Dedicatòries d'Aurora Bertrana
- Dedicatòries de Prudenci Bertrana

### Arxiu personal

#### Articles
L'arxiu personal inclou un recull d'articles escrits per Prudenci i Aurora Bertrana, alguns inclosos en exemplars sencers de publicacions periòdiques, i altres retallats, sovint amb anotacions i correccions per part dels autors. Els articles conformen un conjunt interessant, que a vegades inclou seccions completes o sèries àmplies d'articles, i també poc conegut, ja que en pocs casos ha estat aplegat en edicions posteriors.

#### Manuscrits
Una part important del Fons són els manuscrits de l'obra literària de Prudenci i Aurora Bertrana. S'hi troben novel·les i narracions, així com preàmbuls, guions, esborranys, correccions i descripcions de paisatges, personatges i èpoques. En alguns casos els manuscrits corresponen a obres publicades (com per exemple L'Impenitent, de Prudenci Bertrana) però també hi ha manuscrits inèdits (com és el cas de la novel·la Cendres, d'Aurora Bertrana). Destaquen els textos de conferències pronunciades per Aurora Bertrana durant la II República, la majoria sobre viatges i feminisme.

#### Correspondència
La correspondència d'Aurora Bertrana està formada per una sèrie de 147 cartes, postals, telegrames, etc. majoritàriament rebudes per Aurora Bertrana i un àlbum amb 35 postals, moltes enviades per Aurora Bertrana a la seva família des de Suïssa als anys vint. Inclou 19 cartes de Salvador Espriu (1960-1968) i 9 cartes de Pau Casals (1946-1953).
La correspondència de Prudenci Bertrana està formada per una sèrie de 45 cartes, la major part adreçades a Prudenci Bertrana. Inclou cartes de Santiago Rusiñol, Joan Maragall, Joaquim Ruyra, Andreu Nin, Rafael Tasis, Ventura Gassol, Joan Puig i Ferreter, Ignasi Iglesias, etc.
Els documents de l'arxiu personal d'Aurora i Prudenci Bertrana han estat digitalitzats i es poden consultar a text complet al Repositori de Fons Especials de la Universitat de Girona i a la Memòria Digital de Catalunya.